# 50-я авиационная дивизия дальнего действия
50-я авиационная Крымская дивизия дальнего действия (50-я ад дд) — авиационное соединение Военно-Воздушных сил (ВВС) Вооружённых Сил РККА бомбардировочной авиации, принимавшее участие в боевых действиях Великой Отечественной войны.

## История наименований дивизии
- 50-я дальне-бомбардировочная авиационная дивизия;
- 50-я авиационная дивизия дальнего действия;
- 50-я бомбардировочная авиационная дивизия;
- 50-я бомбардировочная авиационная Крымская дивизия;
- 50-я бомбардировочная авиационная Крымская Краснознамённая дивизия;
- Войсковая часть (полевая почта) 15417.

## История и боевой путь дивизии
По состоянию на начало марта 1944 года дивизия базировалась: 24-й гв. ап дд на аэродоме Станиславчик, 5-й гвардейский ап дд на аэродоме Ротмистровка, и насчитывала 65 самолётов, 58 экипажей, из них 38 экипажей — готовых к ведению боевых действий ночью. Дивизии ставилась задача по уничтожению резервов противника, срыву его железнодорожных перевозок, уничтожению путей отхода, разрушению укрепрайонов, артиллерийских позиций и живой силы, техники противника.
Боевые вылеты экипажи выполняли для нанесения ударов по объектам противника в Тирасполе, Будапеште, Абаклия, Бендеры, Львове, Самбор, Брест, Кишинёв, железнодорожный узел и порт Констанца, Мариуполе, порт Севастополя, речной порт Галаци, действуя в интересах 2-го и 3-го Украинского фронтов. Всего за апрель 1944 года выполнено 440 вылетов.
К июню 1944 года дивизия перебазировалась в Тывров Винницкой области Украины, а полки — на аэродром Сутиски. Боевой состав дивизии: 59 самолётов, 49 экипажей, из них боеготовых — 41 экипаж.
1 июня 1944 года в составе дивизии в соответствии с постановлением ГКО № 5384 от 13 марта 1944 г. на аэродроме в Сутиски начал формирование 333-й бомбардировочный авиационный полк на самолётах Ер-2 с плановым окончанием формирования к 1 августа. Всего в 1944 году полк получил 3 самолёта Ер-2. Полк в боевых действиях не участвовал.
Состав дивизии на начало декабря 1944 года:
- Управление (Чемеровцы);
- 5-й гвардейский бомбардировочный авиационный Севастопольский полк (Чемеровцы);
- 24-й гвардейский бомбардировочный авиационный Севастопольский полк (Турчинцы);
- 333-й бомбардировочный авиационный полк (Сутиски).

26 декабря 1944 года дивизия переформирована в 50-ю бомбардировочную авиационную дивизию из 50-й авиационной дивизии дальнего действия в соответствии директивой Генерального штаба орг.10/315706 от 26 декабря 1944 года, а 7-й авиационный корпус дальнего действия переформирован в 3-й гвардейский бомбардировочный авиационный корпус в соответствии с Постановлением ГКО СССР от 6 декабря 1944 года.

### Участие в операциях и битвах
- Харьковская операция — с 12 мая 1942 года по 29 мая 1942 года.
- Нальчикско-Орджоникидзевская операция — с 25 октября 1942 года по 12 ноября 1942 года.
- Белгородско-Харьковская операция — с 3 августа 1943 года по 23 августа 1943 года.
- Донбасская операция — с 13 августа 1943 года по 22 сентября 1943 года.
- Новороссийско-Таманская операция — с 9 сентября 1943 года по 9 октября 1943 года.
- Красносельско-Ропшинская операция — с 14 января 1944 года по 30 января 1944 года.
- Ленинградско-Новгородская операция — с 14 января 1944 года по 1 марта 1944 года.
- Воздушная операция против Финляндии — с 6 февраля 1944 года по 27 февраля 1944 года.
- Крымская операция — с 8 апреля 1944 года по 12 мая 1944 года.
- Бобруйская операция — с 24 июня 1944 года по 29 июня 1944 года.
- Белостокская операция — с 5 июля 1944 года по 27 июля 1944 года.
- Львовско-Сандомирская операция — с 13 июля 1944 года по 29 августа 1944 года.
- Люблин-Брестская операция — с 18 июля 1944 года по 2 августа 1944 года.
- Ясско-Кишинёвская операция — с 20 августа 1944 года по 29 августа 1944 года.

### В действующей армии
В составе действующей армии дивизия находилась с 5 марта 1942 года по 26 декабря 1944 года.

### Командир дивизии
| Звание                                                | Имя                      | Период                                     | Примечание |
| ----------------------------------------------------- | ------------------------ | ------------------------------------------ | ---------- |
| Полковник                                             | Лебедев Сергей Сергеевич | с 5 марта 1942 года по 21 мая 1943 года    |            |
| Полковник, с 13 марта 1944 года Генерал-майор авиации | Меньшиков Фёдор Иванович | с 22 мая 1943 года по 26 декабря 1944 года |            |

### В составе объединений
| Дата          | Армия                          | Корпус                                              | Примечание |
| ------------- | ------------------------------ | --------------------------------------------------- | ---------- |
| 05.03.1942 г. | Авиация дальнего действия СССР |                                                     |            |
| 20.05.1943 г. | Авиация дальнего действия СССР | 6-й авиационный корпус дальнего действия            |            |
| 06.12.1944 г. | 18-я воздушная армия           | 6-й авиационный корпус дальнего действия            |            |
| 26.12.1944 г. | 18-я воздушная армия           | 3-й гвардейский бомбардировочный авиационный корпус |            |

## Части и отдельные подразделения дивизии
За весь период своего существования боевой состав дивизии оставался постоянным:
| Период                     | Наименование                                        | Вооружение                                                                |
| -------------------------- | --------------------------------------------------- | ------------------------------------------------------------------------- |
| 05.03.1942 — 18.08.1942 г. | 81-й авиационный полк дальнего действия             | Ил-4, переименован в 5-й гвардейский авиационный полк дальнего действия.  |
| 18.08.1942 — 26.12.1944 г. | 5-й гвардейский авиационный полк дальнего действия  | Ил-4                                                                      |
| 05.03.1942 — 18.09.1942 г. | 21-й авиационный полк дальнего действия             | Ил-4, переименован в 24-й гвардейский авиационный полк дальнего действия. |
| 18.08.1942 — 26.12.1944 г. | 24-й гвардейский авиационный полк дальнего действия | Ил-4                                                                      |
| 01.06.1944 — 26.12.1944 г. | 333-й бомбардировочный авиационный полк             | Ер-2, в стадии освоения самолёта                                          |

## Гвардейские формирования
- 81-й авиационный полк дальнего действия переименован в 5-й гвардейский авиационный полк дальнего действия приказом НКО СССР № 250 от 18 августа 1942 года.
- 21-й авиационный полк дальнего действия переименован в 24-й гвардейский авиационный полк дальнего действия приказом НКО СССР № 274 от 18 сентября 1943 года.

## Почётные наименования
- 50-й авиационной дивизии дальнего действия присвоено почётное наименование «Крымская»[8].
- 5-му гвардейскому авиационному полку дальнего действия присвоено почётное наименование «Севастопольский»[8].
- 24-му гвардейскому авиационному полку дальнего действия присвоено почётное наименование «Севастопольский»[8].

## Отличившиеся воины дивизии
- Осипов Василий Николаевич, капитан, заместитель командира эскадрильи 5-го гвардейского авиационного полка дальнего действия 50-й авиационной дивизии дальнего действия 6-го авиационного корпуса дальнего действия Указами Президиума Верховного Совета СССР от 20 июня 1942 года и 13 марта 1944 года дважды удостоен звания Героя Советского Союза. Золотые Звёзды № 691 и № 2/19.
- Таран Павел Андреевич, майор, командир эскадрильи 5-го гвардейского авиационного полка дальнего действия 50-й авиационной дивизии дальнего действия 6-го авиационного корпуса дальнего действия Указом Президиума Верховного Совета СССР 13 марта 1944 года дважды удостоен звания Дважды Героя Советского Союза. Золотая Звезда № 18.
- Алексеев Георгий Александрович, старший лейтенант, командир звена 21-го авиационного полка дальнего действия 50-й авиационной дивизии дальнего действия Указом Президиума Верховного Совета СССР от 20 июня 1942 года удостоен звания Героя Советского Союза. Золотая Звезда № 613.
- Артемьев Фёдор Поликарпович, капитан, командир эскадрильи 24-го гвардейского авиационного полка дальнего действия 50-й авиационной дивизии дальнего действия 6-го авиационного корпуса дальнего действия Указом Президиума Верховного Совета СССР от 13 марта 1944 года удостоен звания Героя Советского Союза. Золотая Звезда № 3521.
- Баранов Пётр Григорьевич, младший лейтенант, штурман самолёта 5-го гвардейского авиационного полка дальнего действия 50-й авиационной дивизии дальнего действия Указом Президиума Верховного Совета СССР от 31 декабря 1942 года удостоен звания Героя Советского Союза. Золотая Звезда № 768.
- Вдовенко Иван Тимофеевич, младший лейтенант, младший лётчик 81-го дальнего бомбардировочного авиационного полка 50-й авиационной дивизии дальнего действия Указом Президиума Верховного Совета СССР от 20 июня 1942 года удостоен звания Героя Советского Союза. Посмертно.
- Вязовский Владимир Андреевич, капитан, командир эскадрильи 24-го гвардейского авиационного полка дальнего действия 50-й авиационной дивизии дальнего действия 6-го авиационного корпуса дальнего действия Указом Президиума Верховного Совета СССР от 13 марта 1944 года удостоен звания Героя Советского Союза. Золотая Звезда № 3520.
- Гаврыш Иван Егорович, капитан, командир звена 21-го авиационного полка Дальнего Действия 50-й авиационной дивизии Дальнего Действия Указом Президиума Верховного Совета СССР от 20 июня 1942 года удостоен звания Героя Советского Союза. Золотая Звезда № 692.
- Гомоненко Никита Васильевич, лейтенант, младший летчик-наблюдатель 81-го дальнего бомбардировочного авиационного полка 50-й авиационной дивизии дальнего действия Указом Президиума Верховного Совета СССР от 20 июня 1942 года удостоен звания Героя Советского Союза. Посмертно.
- Гущин Борис Петрович, капитан, штурман звена 5-го гвардейского авиационного полка дальнего действия 50-й авиационной дивизии дальнего действия 6-го авиационного корпуса дальнего действия Указом Президиума Верховного Совета СССР от 18 сентября 1943 года удостоен звания Героя Советского Союза. Золотая Звезда № 1754.
- Давыдов Василий Кузьмич, капитан, заместитель командира эскадрильи 5-го гвардейского авиационного полка дальнего действия 50-й авиационной дивизии дальнего действия Указом Президиума Верховного Совета СССР от 31 декабря 1942 года удостоен звания Героя Советского Союза. Золотая Звезда № 775.
- Данькин Андрей Фёдорович, майор, штурман 5-го гвардейского авиационного полка дальнего действия 50-й авиационной дивизии дальнего действия 6-го авиационного корпуса дальнего действия Указом Президиума Верховного Совета СССР от 5 ноября 1944 года удостоен звания Героя Советского Союза. Золотая Звезда № 5306.
- Дудник Фёдор Федотович, капитан, штурман звена 5-го гвардейского авиационного полка дальнего действия 50-й авиационной дивизии дальнего действия 6-го авиационного корпуса дальнего действия Указом Президиума Верховного Совета СССР от 18 сентября 1943 года удостоен звания Героя Советского Союза. Золотая Звезда № 1701.
- Золотарёв Семён Павлович, майор, штурман эскадрильи 5-го гвардейского авиационного полка дальнего действия 50-й авиационной дивизии дальнего действия 6-го авиационного корпуса дальнего действия Указом Президиума Верховного Совета СССР от 18 сентября 1943 года удостоен звания Героя Советского Союза. Золотая Звезда № 1751.
- Карпенко Аким Павлович, майор, штурман эскадрильи 5-го гвардейского авиационного полка дальнего действия 50-й авиационной дивизии дальнего действия 6-го авиационного корпуса дальнего действия Указом Президиума Верховного Совета СССР от 13 марта 1944 года удостоен звания Героя Советского Союза. Золотая Звезда № 3284.
- Кретов Степан Иванович, капитан, командир эскадрильи 24-го гвардейского авиационного полка дальнего действия 50-й авиационной дивизии дальнего действия 6-го авиационного корпуса дальнего действия Указом Президиума Верховного Совета СССР от 13 марта 1944 года удостоен звания Героя Советского Союза. Золотая Звезда № 3538.
- Маркин Сергей Степанович, капитан, командир звена 5-го гвардейского авиационного полка дальнего действия 50-й авиационной дивизии дальнего действия 6-го авиационного корпуса дальнего действия удостоен Указом Президиума Верховного Совета СССР от 5 ноября 1944 года звания Героя Советского Союза. Золотая Звезда № 5307.
- Марченко Александр Яковлевич, капитан, заместитель командира эскадрильи 24-го гвардейского авиационного полка дальнего действия 50-й авиационной дивизии дальнего действия 6-го авиационного корпуса дальнего действия Указом Президиума Верховного Совета СССР от 13 марта 1944 года удостоен звания Героя Советского Союза. Золотая Звезда № 3319.
- Осипов Василий Николаевич, старший лейтенант, лётчик 81-го авиационного полка дальнего действия 50-й авиационной дивизии дальнего действия Указом Президиума Верховного Совета СССР от 20 июня 1942 года удостоен звания Героя Советского Союза. Золотая Звезда № 691.
- Панов Николай Афанасьевич, капитан, командир звена 5-го гвардейского авиационного полка дальнего действия 50-й авиационной дивизии дальнего действия Указом Президиума Верховного Совета СССР от 31 декабря 1942 года удостоен звания Героя Советского Союза. Золотая Звезда № 774.
- Фролов Александр Филиппович, старший лейтенант, штурман звена 5-го гвардейского авиационного полка дальнего действия 50-й авиационной дивизии дальнего действия Указом Президиума Верховного Совета СССР от 31 декабря 1942 года удостоен звания Героя Советского Союза. Золотая Звезда № 770.
- Хрущёв Иван Максимович, старший лейтенант, заместитель командира эскадрильи 24-го гвардейского авиационного полка дальнего действия 50-й авиационной дивизии дальнего действия 6-го авиационного корпуса дальнего действия Указом Президиума Верховного Совета СССР от 13 марта 1944 года удостоен звания Героя Советского Союза. Золотая Звезда № 3597.

## Благодарности Верховного Главного Командования
- За прорыв обороны немцев на бобруйском направлении, юго-западнее города Жлобин и севернее города Рогачёв[9].